# Панченко, Иван Никифорович
Иван Никифорович Панченко (24 апреля 1904 — 21 сентября 1975) — Гвардии полковник Советской Армии, участник Великой Отечественной войны, Герой Советского Союза (1945).

## Биография
Иван Панченко родился 24 апреля 1904 года в Мелитополе. После окончания Запорожского инженерно-строительного института работал в промышленности, руководил объединением кирпично-черепичных заводов. В апреле 1931 года Панченко был призван на службу в Рабоче-крестьянскую Красную Армию. Участвовал в боях советско-финской войны. В 1941 году окончил Военно-политическую академию. С того же года — на фронтах Великой Отечественной войны. В боях три раза был ранен и один раз контужен.
К 1945 году гвардии полковник Иван Панченко командовал 8-м гвардейским стрелковым полком 4-й гвардейской стрелковой дивизии 4-й гвардейской армии 3-го Украинского фронта. Отличился во время Венской операции. В первые же дни операции полк Панченко успешно дошёл до реки Раба, а 1 апреля 1945 года пересёк границу Австрии. Полк в числе первых ворвался на южную окраину Вены и принял активное участие в её освобождении.
Указом Президиума Верховного Совета СССР от 28 апреля 1945 года за «образцовое выполнение боевых заданий командования на фронте борьбы с немецкими захватчиками и проявленные при этом отвагу и геройство» гвардии полковник Иван Панченко был удостоен высокого звания Героя Советского Союза с вручением ордена Ленина и медали «Золотая Звезда» за номером 3478.
После окончания войны Панченко продолжил службу в Советской Армии. В 1955 году в звании полковника он был уволен в запас. Проживал в Харькове. Скончался 21 сентября 1975 года, похоронен на харьковском кладбище № 2.
Был также награждён двумя орденами Красного Знамени, орденами Суворова 3-й степени и Кутузова 3-й степени, двумя орденами Красной Звезды, рядом медалей.